# Lagunnebulosan
Lagunnebulosan, Messier 8 eller NGC 6523 är en H II-region i Skytten.
Lagunnebulosan upptäcktes av Giovanni Battista Hodierna före 1654 och är en av endast två stjärnbildande nebulosor som är svagt synliga för blotta ögat från de mellersta nordliga breddgraderna. 
Observerad med kikare framstår den som en distinkt oval molnliknande fläck med en tydlig kärna. I nebulosan finns det öppna stjärnhopen NGC 6530.

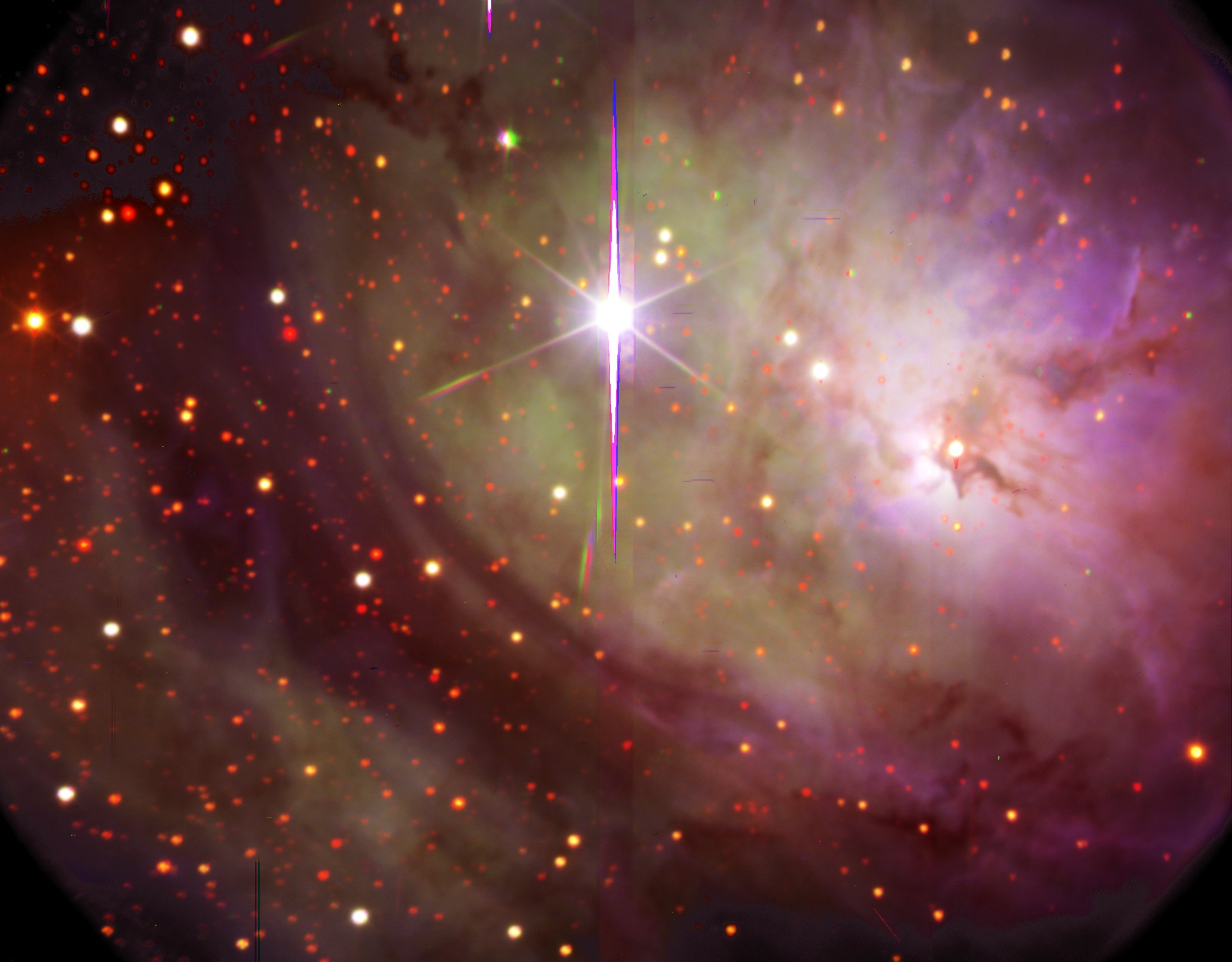
Centrala delarna av Lagunnebulosan.

## Egenskaper
Lagunnebulosan beräknas befinna sig mellan 4 000 och 6 000 ljusår från jorden. På jordens himmel sträcker den sig över 90 x 40 bågminuter, vilket innebär en faktisk dimension på 110 x 50 ljusår. Liksom många nebulosor verkar den rosa i tidsexponerade färgfoton men är grå för ögat sedd genom kikare eller teleskop, då mänsklig syn har dålig färgkänslighet vid låga ljusnivåer. Nebulosan innehåller ett antal Bok-globuler (mörka, kollapsande moln av protostellärt material), varav den mest framträdande har katalogiserats av E. E. Barnard som B88, B89 och B296. Den innehåller också en trattliknande eller tornadoliknande struktur orsakad av en varm stjärna av spektraltyp O som utstrålar ultraviolett ljus, uppvärmning och joniserande gaser på nebulosans yta.
Lagunnebulosan innehåller också i centrum en struktur som kallas Timglasnebulosan (benämnd av John Herschel),som inte bör förväxlas med den mer kända graverade Timglasnebulosan i konstellationen Flugan. År 2006 upptäcktes de fyra första Herbig-Haro-objekten i Timglaset, bland annat HH870. Det här blev det första direkta beviset för aktiv stjärnbildning genom ackretion (Se ackretionsskiva).

## Bildgalleri

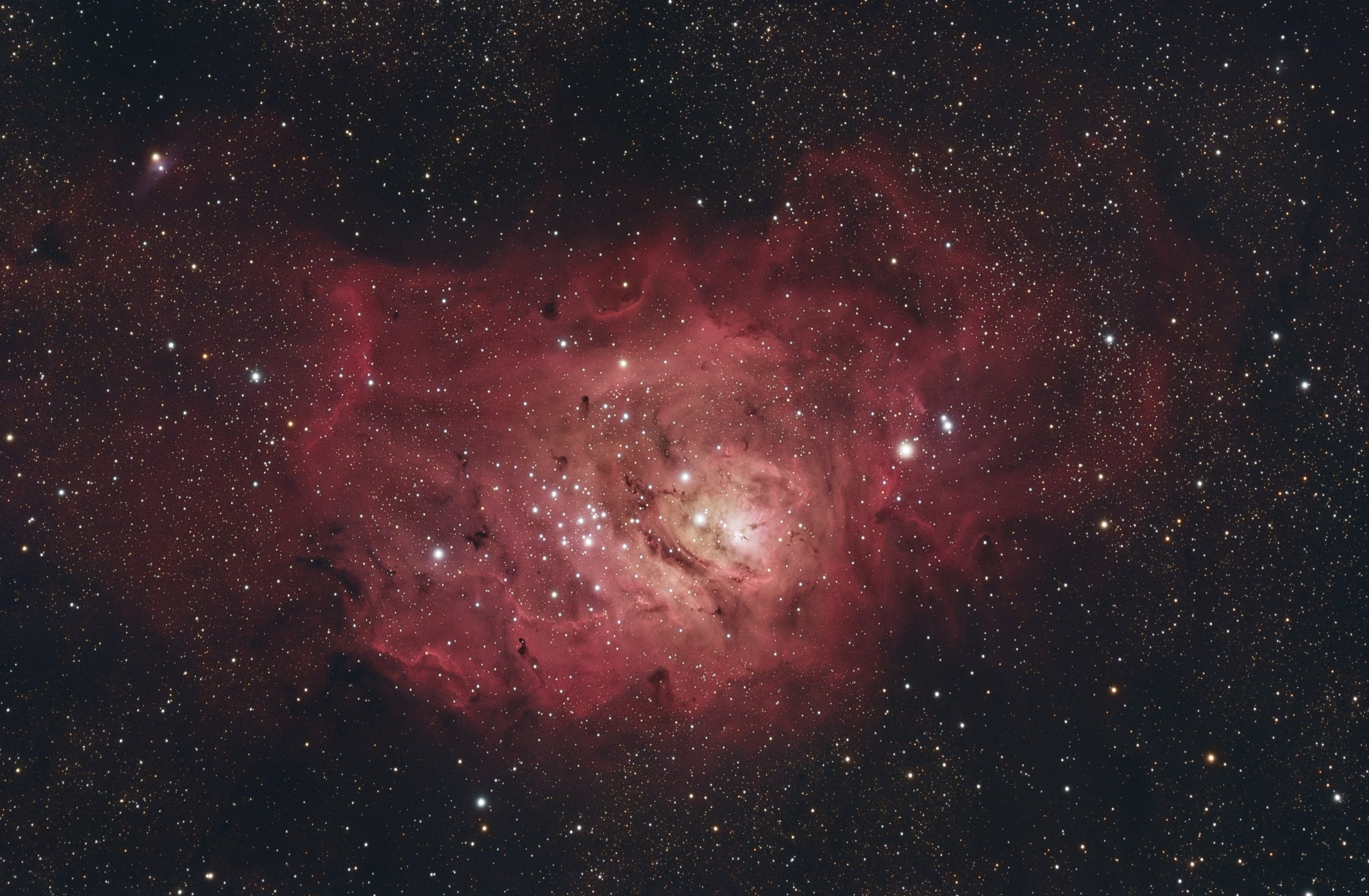
Amatörfoto av Lagunnebulosan av Astrodymium.
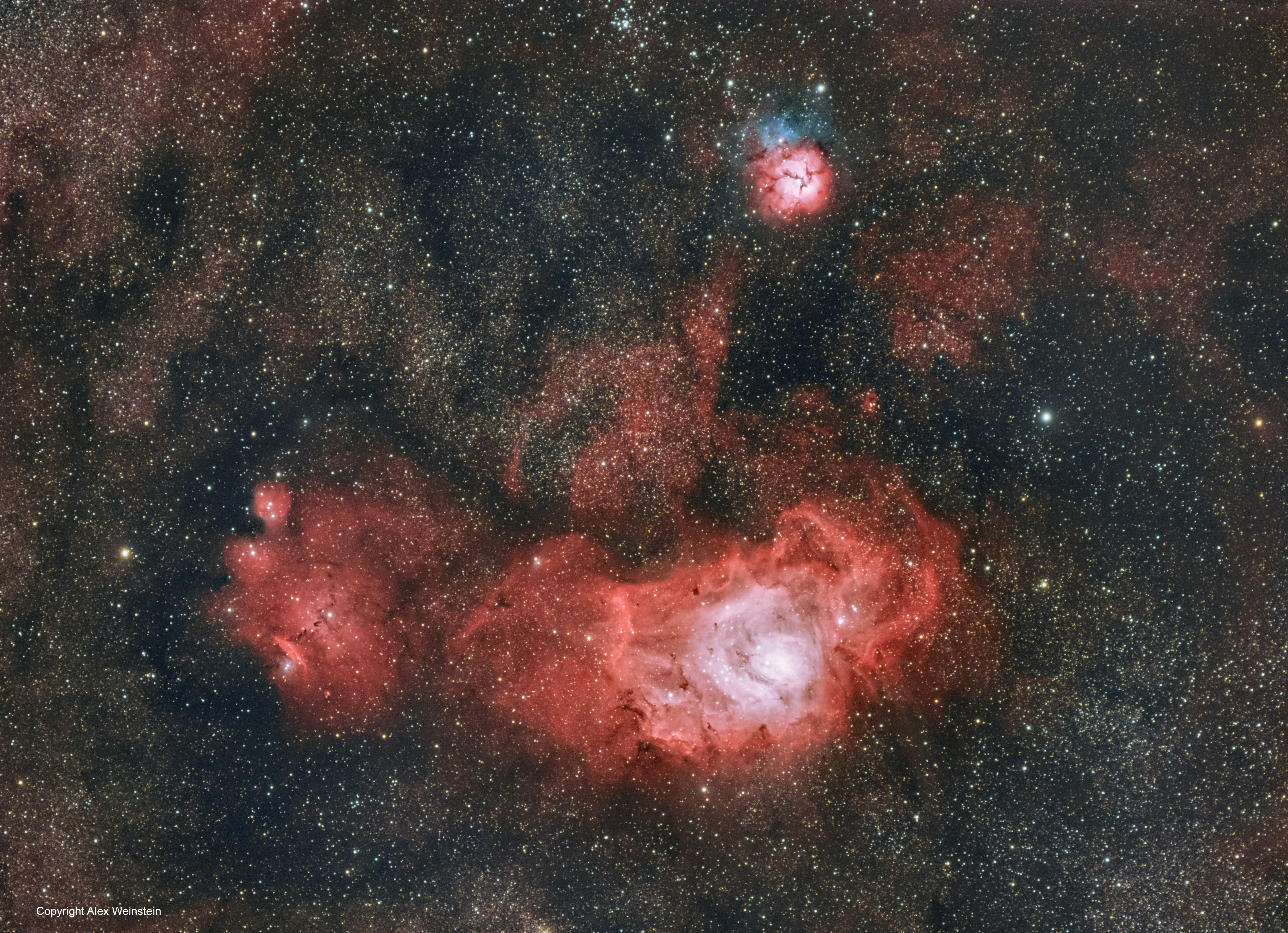
Lagun- och Trifidnebulosan sedd från Los Angeles av amatörastronom Alex Weinstein.
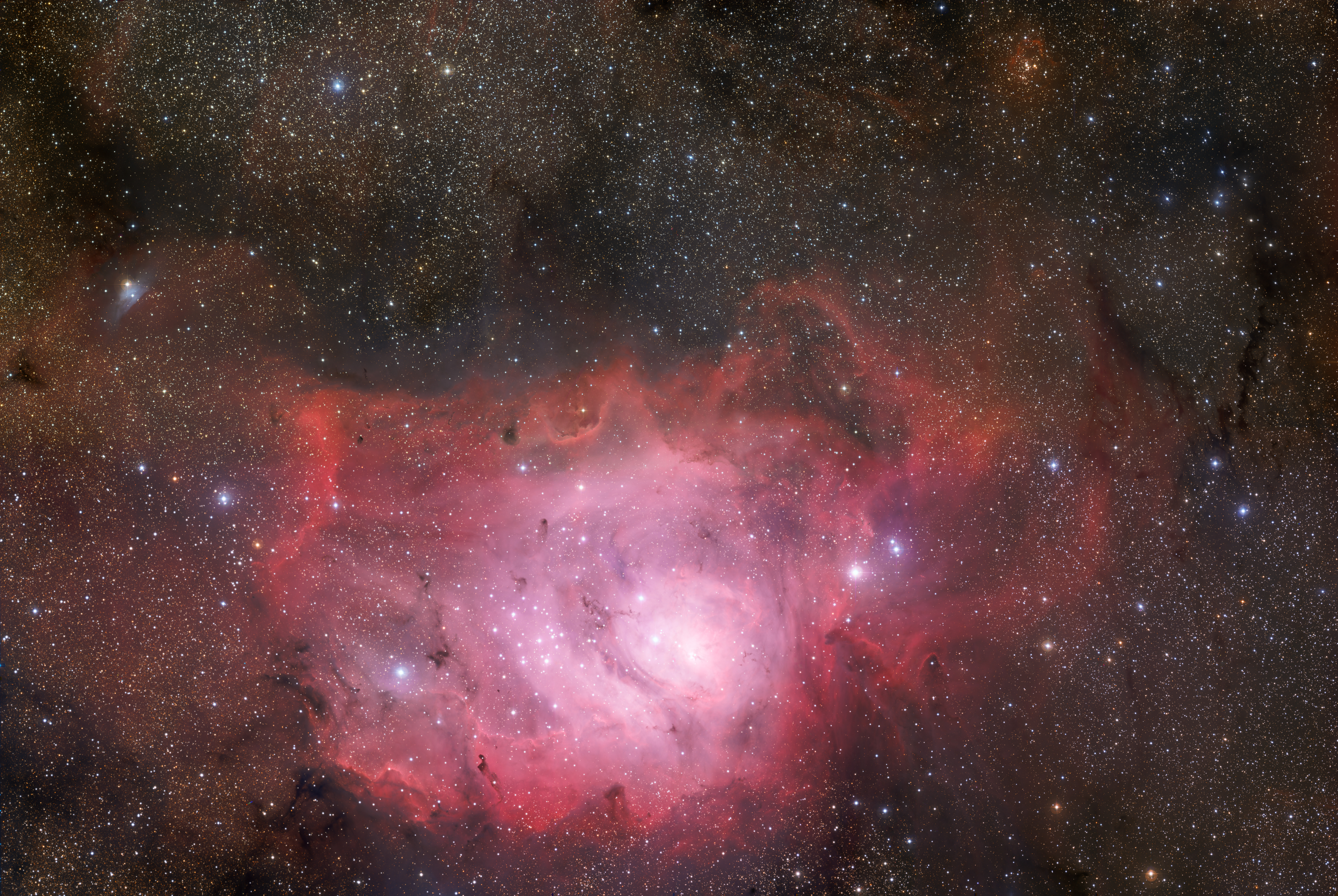
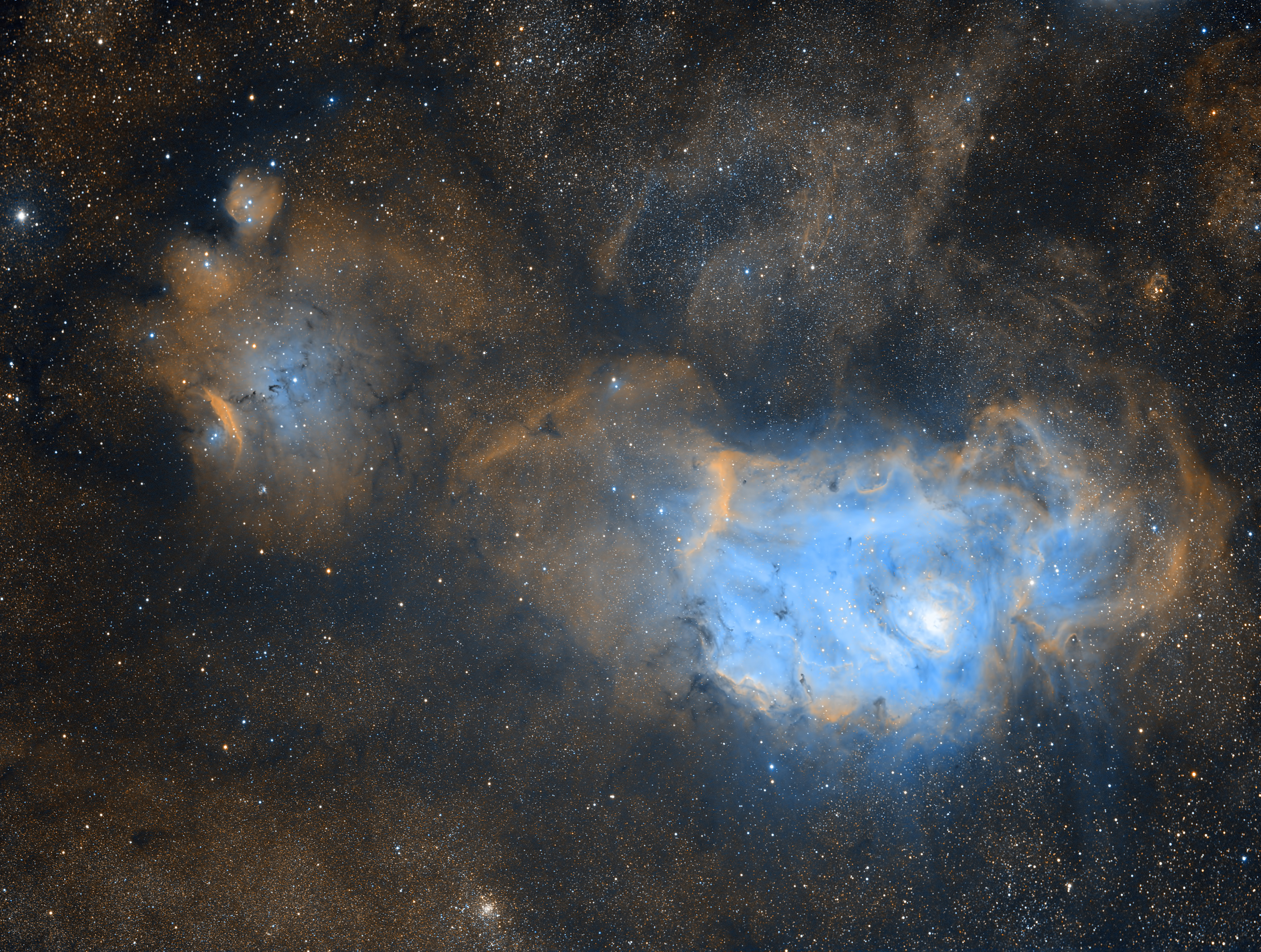
Lagunnebulosan av Dylan O'Donnell.
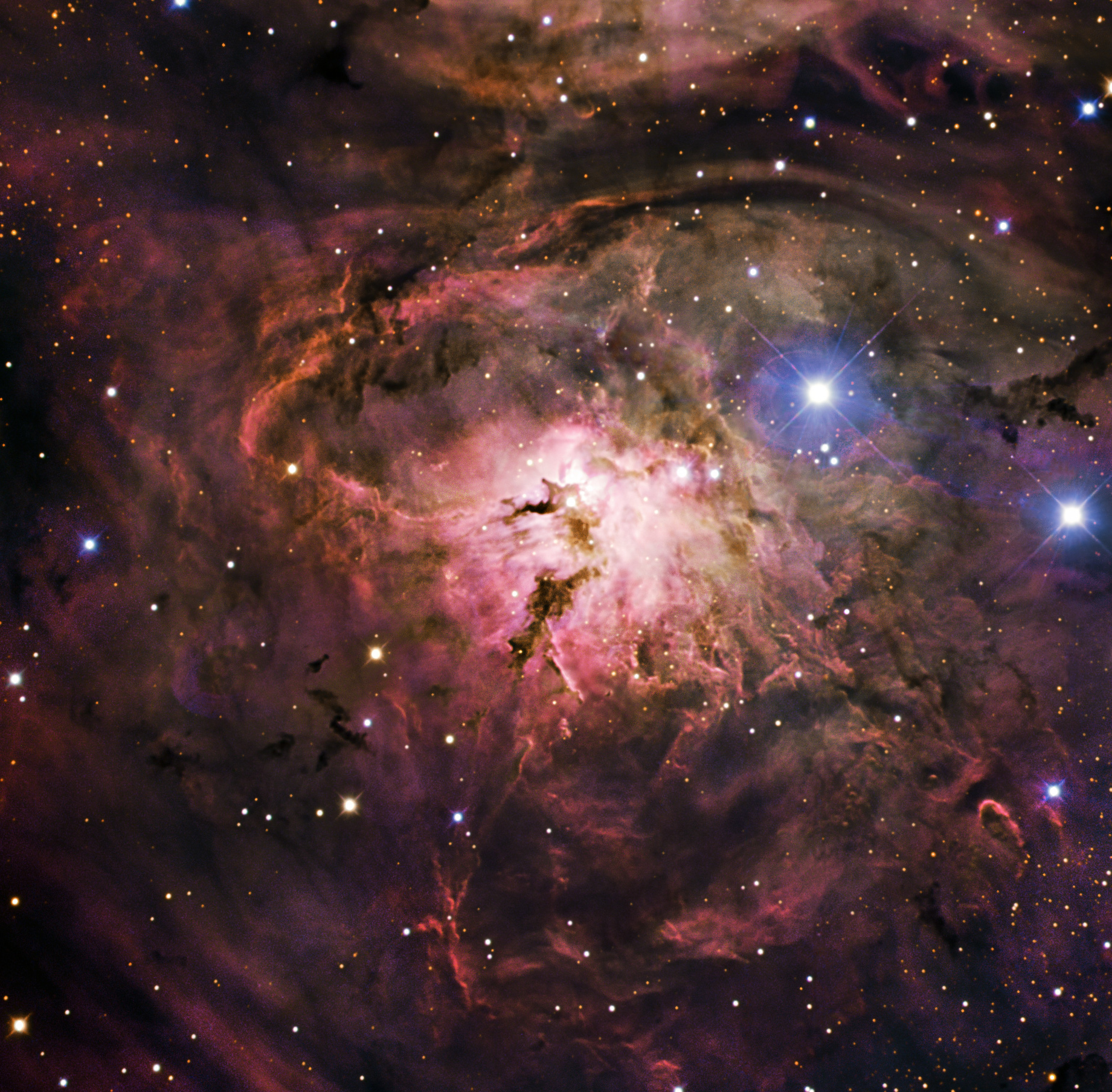
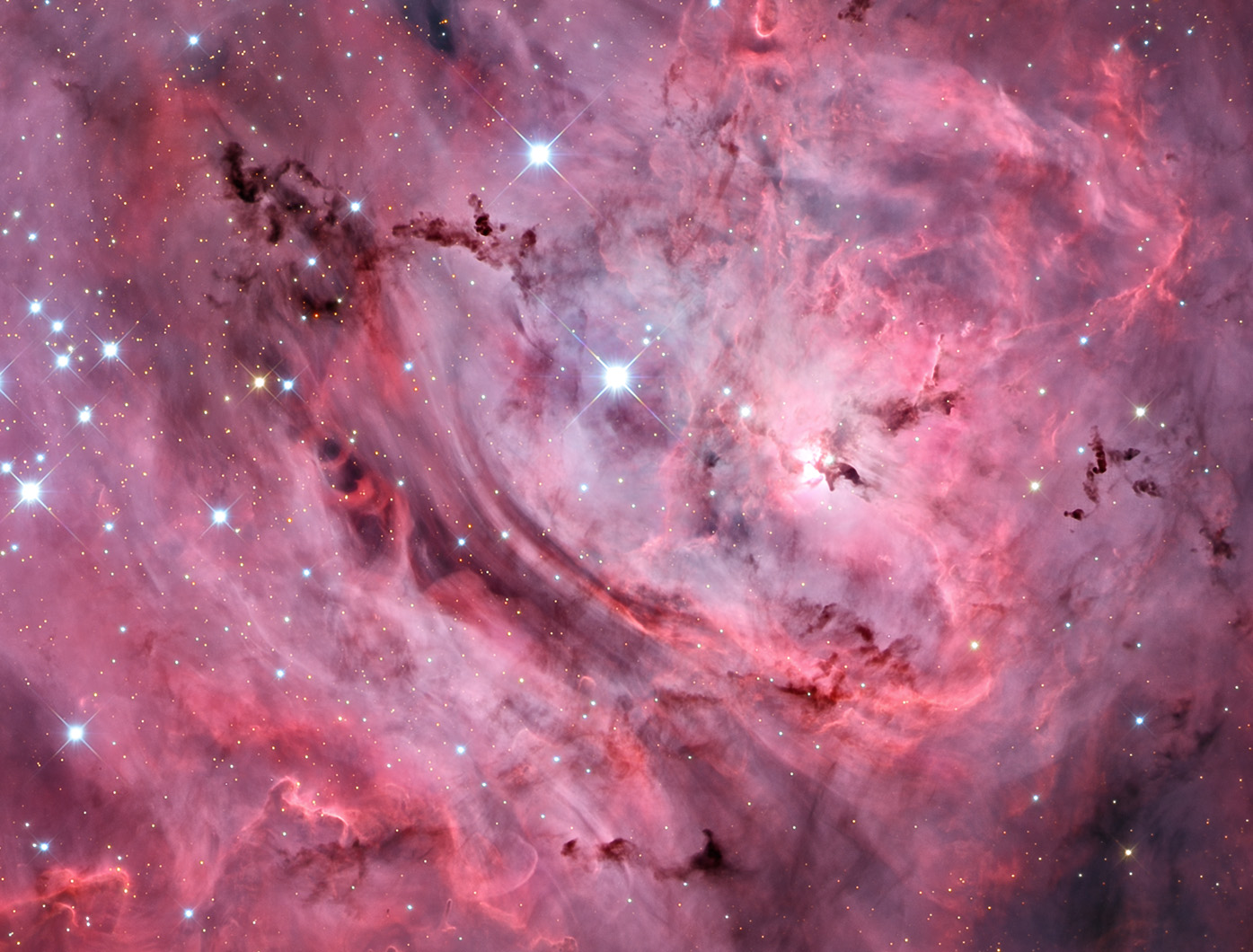
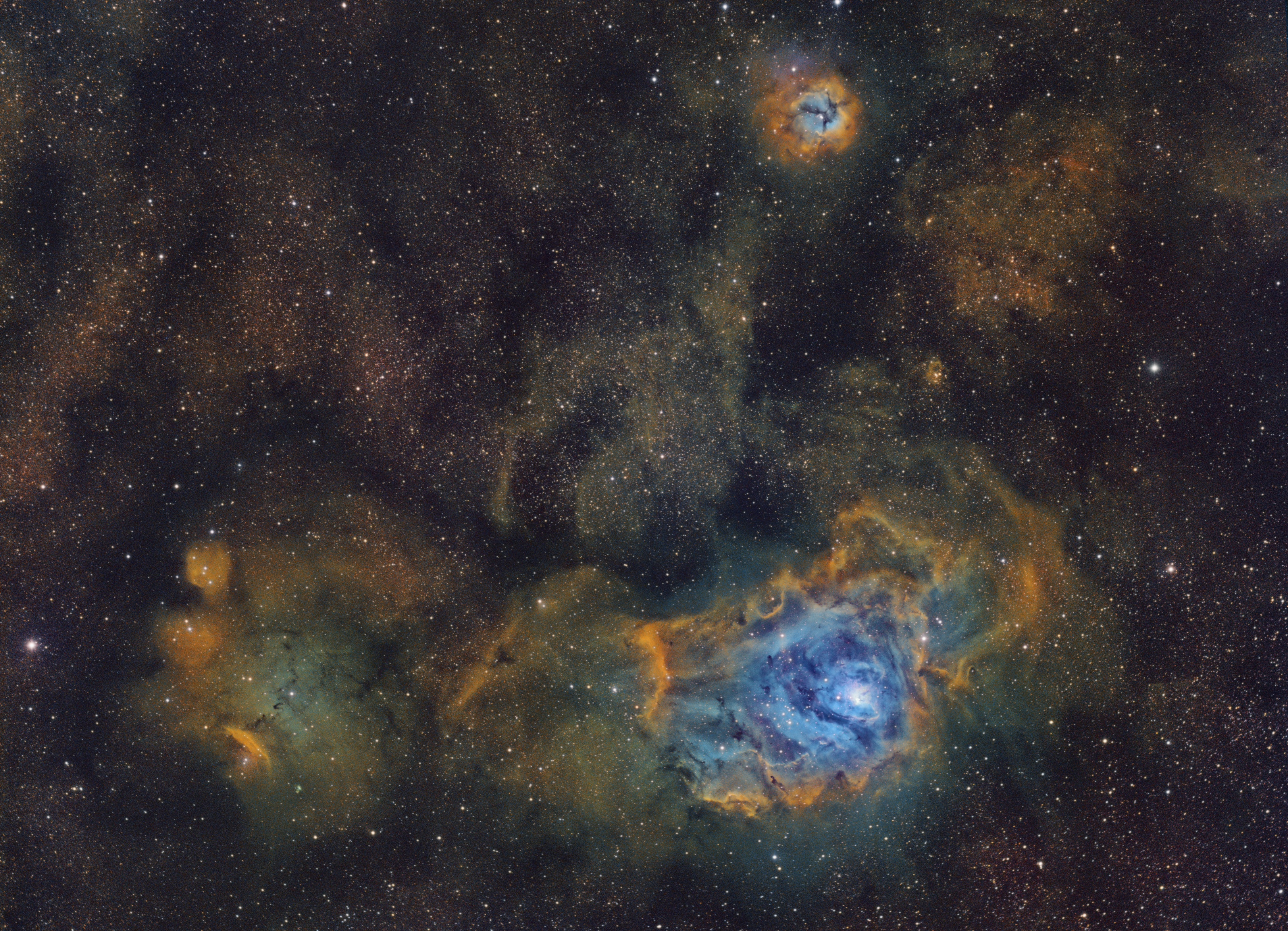